# Église Saint-Loup de Chappes
Pour les articles homonymes, voir Église Saint-Loup.
L'église Saint-Loup est située dans la commune française de Chappes, dans le département de l'Aube.
L'édifice est classé au titre des monuments historiques depuis 1840.

## Localisation
Chappes est à une dizaine de kilomètres au sud-ouest de Troyes.
L'église se trouve dans le bourg, sur la rive gauche de la Seine, à quelques dizaines de mètres du pont de Chappes.

## Historique
Dédiée à saint Loup, la paroisse faisait partie du grand doyenné de Troyes et était à la collation[pas clair] de l'abbé de Montiéramey. 
L'église est citée en 1117 comme appartenant à celle-ci[pas clair]. 
Le bâtiment est pour partie du XIIe siècle et du XVIe siècle (collatéraux et abside).

## Description

### Plan
- Abside à cinq pans

### Mobilier
Elle possède des statues du XVe siècle : une Vierge à l'Enfant en calcaire peint et une autre en calcaire polychrome. 
On trouve aussi des peintures sur le plafond en bois de la nef, cinq tableaux séparés par les poutres avec les armes des ducs d'Aumont et sur les murs un litre du XVIIIe siècle soit un siècle après les précédentes.